# Tetrao parvirostris
Tetrao parvirostris là một loài chim trong họ Phasianidae.